# Sakai Hōitsu
Sakai Hōitsu (酒井 抱一?) (1 de agosto de 1761-4 de enero de 1829) fue un artista japonés adscrito a la escuela Rinpa. Es conocido por haber impulsado el estilo y la popularidad de Ogata Kōrin, y por haber creado varias reproducciones del trabajo de este.

## Biografía
Sakai Hōitsu nació el 1 de agosto de 1761 en Edo. Su padre era el señor feudal (daimyō) del castillo de Himeji, en la provincia de Harima.
Al mudarse a Kioto, Hōitsu comenzó sus estudios de arte en la escuela Kanō antes de pasar a estudiar con Utagawa Toyoharu y al estilo ukiyo-e. Más tarde estudió con Watanabe Nangaku de la escuela Maruyama y con Sō Shiseki del estilo nanga, antes de convertirse finalmente en pintor de la escuela Rinpa.

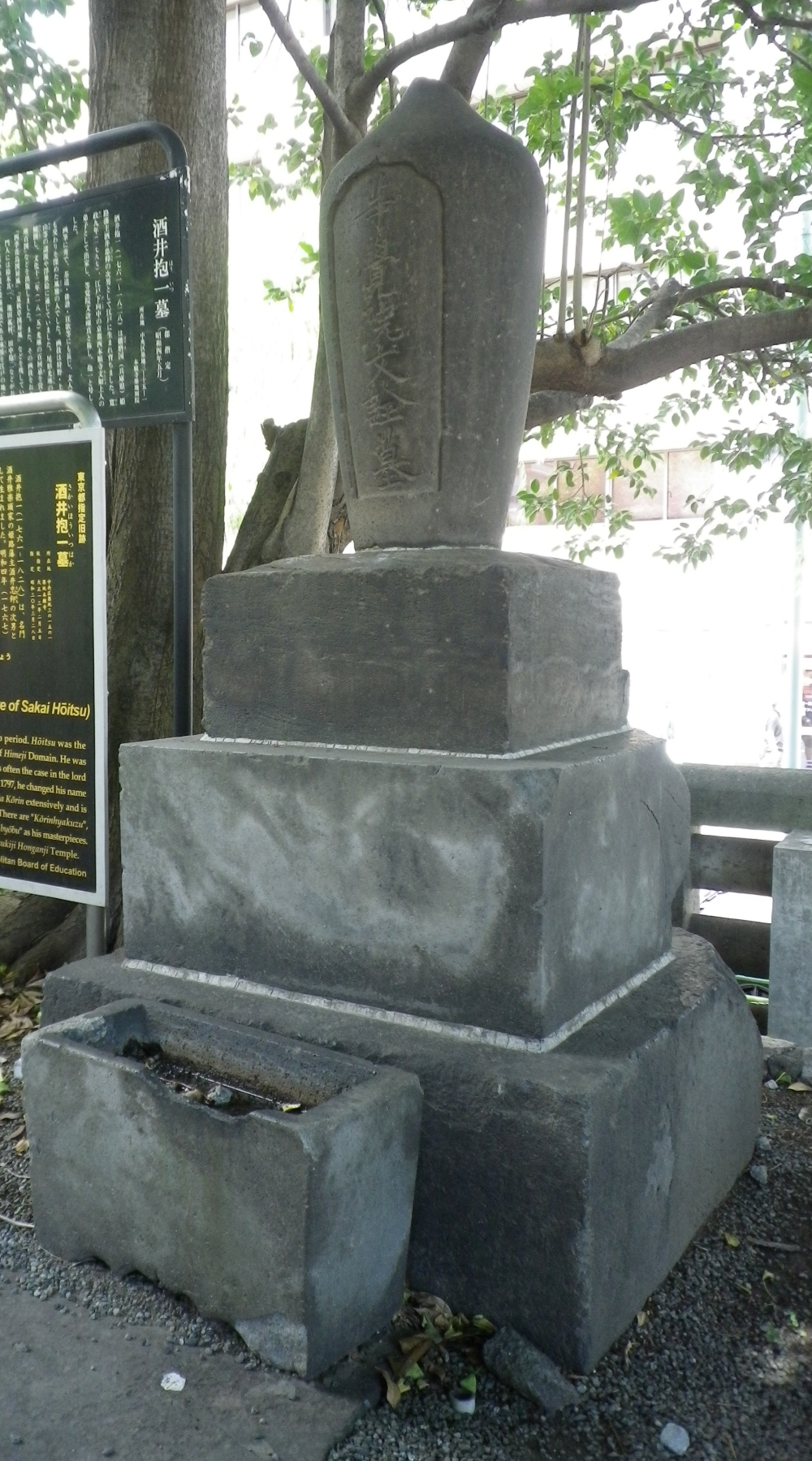
La tumba de Sakai Hōitsu

Hōitsu, citando la mala salud como una razón, se convirtió en sacerdote budista en 1797, y pasó los últimos 21 años de su vida en reclusión. Durante este tiempo, estudió extensamente la obra de Ogata Kōrin, así como la de su hermano, Ōgata Kenzan, y produjo una serie de reproducciones de las obras de los hermanos. También produjo dos libros de grabados en madera de la obra de los hermanos, así como un libro propio; estos se titulaban Kōrin Hyakuzu (1815), Kenzan Iboku Gafu (1823) y Oson Gafu, respectivamente. Murió a los 66 años, el 4 de enero de 1829, en Edo.

### Antepasados
El clan Sakai se originó en la provincia de Mikawa. Afirman descender de Minamoto no Arichika. Arichika tuvo dos hijos: uno de ellos, Yasuchika, tomó el nombre de Matsudaira; y el otro hijo, Chikauji, tomó el nombre de Sakai, siendo este el antepasado del clan. Sakai Hirochika, el hijo de Chikauji, también tuvo dos hijos; y la descendencia de estos dos hijos dio origen a las dos ramas principales del clan.

## Estilo
El estilo de Hōitsu muestra elementos del realismo del ukiyo-e, pero se asemeja particularmente al estilo decorativo de Ogata Kōrin. Según el crítico Robert Hughes, el principal logro de la pintura durante el período Edo fue el trabajo alusivo y delicado de los artistas Rinpa; y sobre los biombos Flores y pastos de verano y otoño de Hōitsu, dice, "casi se puede sentir el viento doblando el patrón rítmico de tallos y hojas contra su suelo plateado". Según el académico Meccarelli, el estilo utilizado para pintar la vegetación no era fiel al claroscuro ni al naturalismo, sino que retomaba las pinturas decorativas de flora y fauna de la escuela Nanpin.

## Obras destacadas

### Plantas florecientes de verano y otoño
Plantas florecientes de verano y otoño (夏秋草図屏風?) son una pareja de biombos realizados con pintura y tinta sobre un papel plateado y dorado. La obra representa vegetación típicamente otoñal y estival y es considerado uno de sus mejores trabajos.
Fue pintado en la parte trasera de los biombos Dios del viento y Dios del trueno de Ogata Kōrin, que pertenecían a la familia de Hōitsu. Estos biombos pintados en cada lado se convirtieron en un símbolo de la pintura Rinpa, pero ambas partes fueron separadas con la finalidad de protegerlas de posibles daños.

Plantas florecientes de verano y otoño
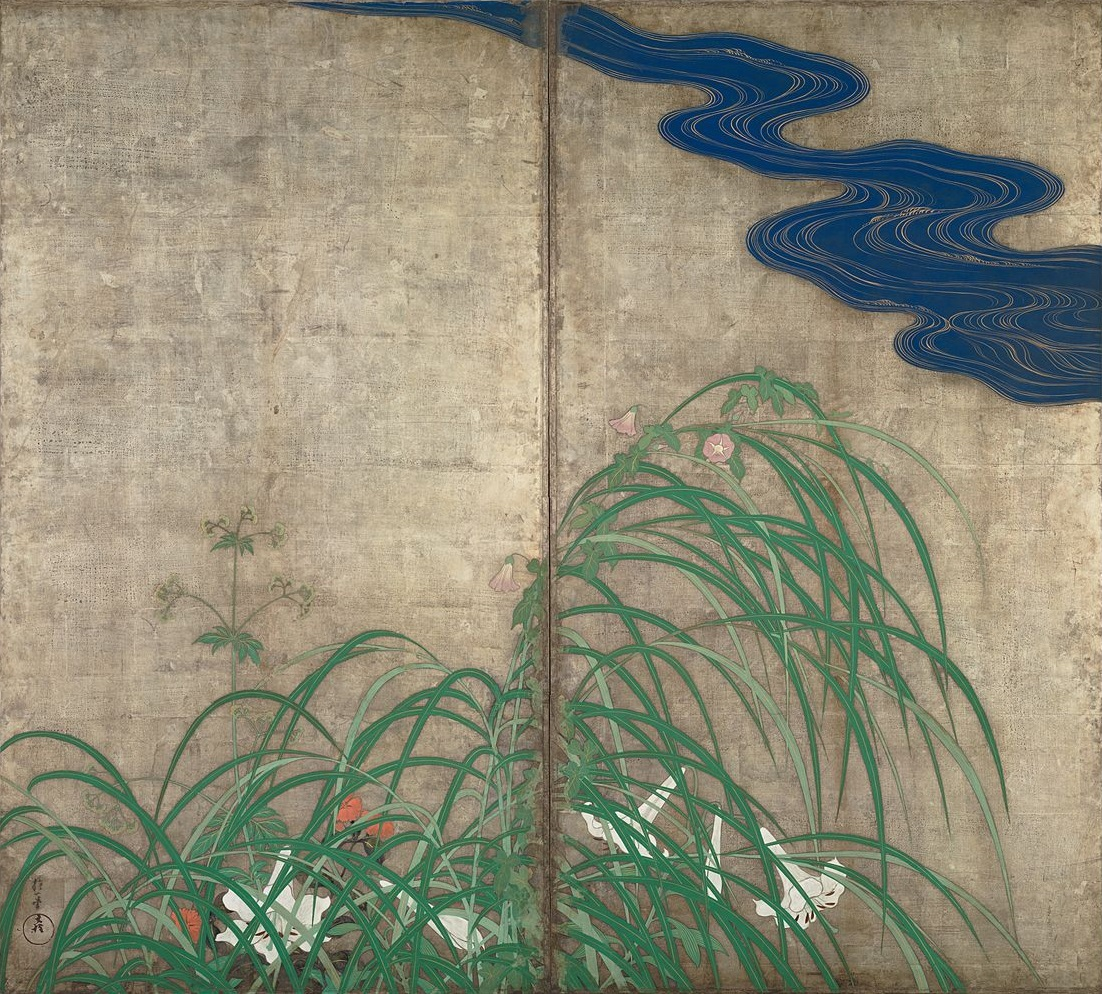

Los biombos miden 416.6 por 461.8 centímetros cada uno. Actualmente forman parte de la colección del Museo Nacional de Tokio, donde son exhibidos ocasionalmente. Ambos son Bienes Culturales Importantes de Japón.

### Dios del viento y Dios del trueno
Dios del viento y Dios del trueno (紙本金地著色風神雷神図?) son un par de biombos hechos con tinta y pintura sobre un papel dorado. Son un homenaje tanto a la obra original de Tawaraya Sōtatsu y a la versión de Kōrin. La escena muestra a Raijin, dios del trueno y las tormentas sintoista de la mitología japonesa, y a Fūjin, deidad de los vientos. Las tres versiones fueron exhibidas juntas por primera vez en setenta y cinco años en 2015, en la muestra del Museo Nacional de Kioto "Rinpa: La estética de la capital".

Dios del viento y Dios del trueno, en orden, versión de Sakai, Tawaraya Sōtatsu y Kōrin
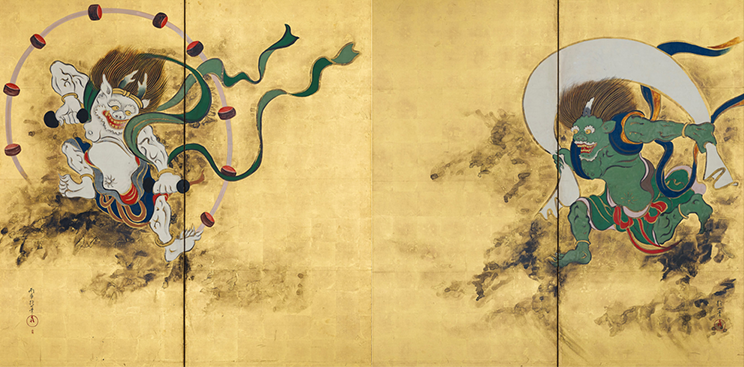
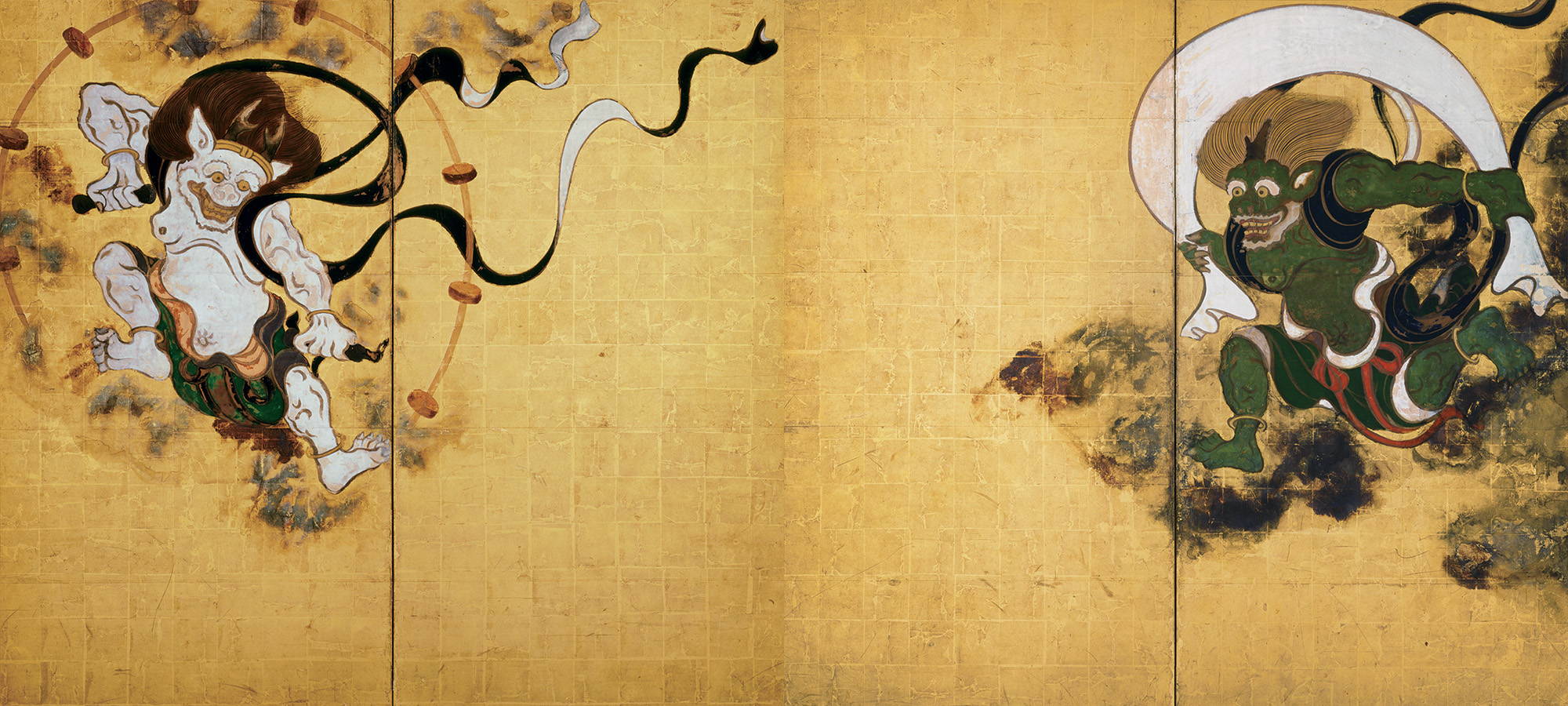
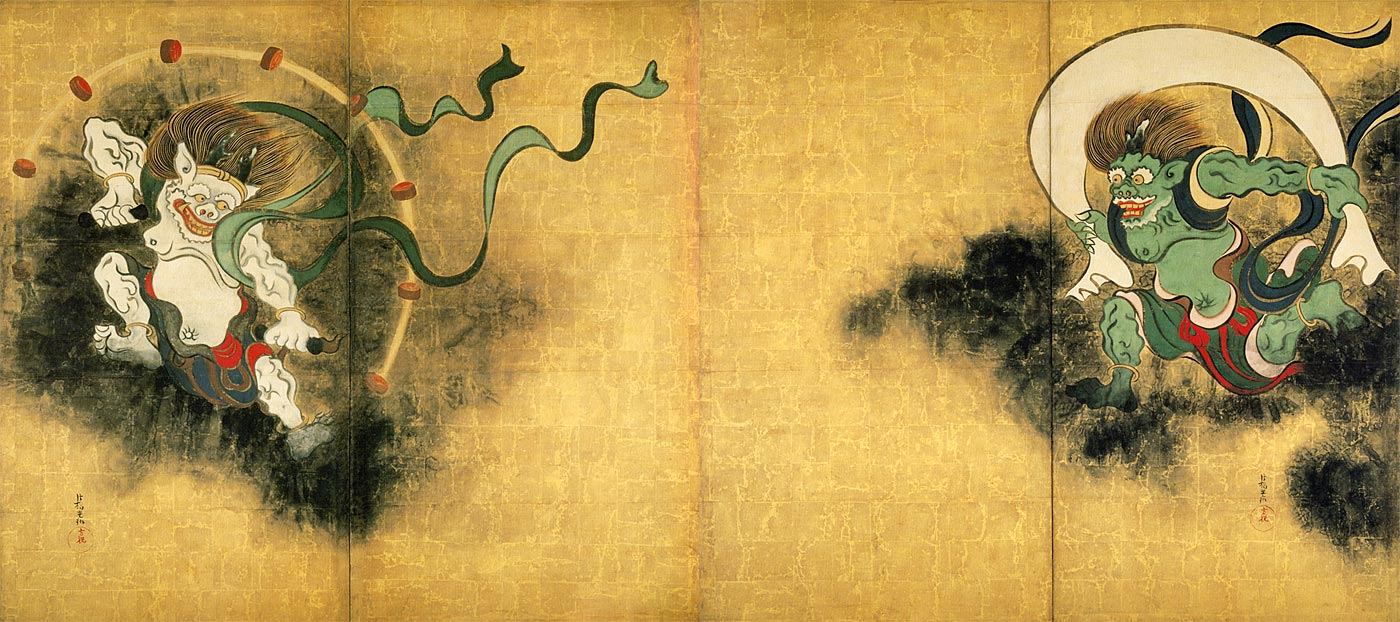

Los biombos pertenecen ahora al Museo de Arte Idemitsu en Tokio, donde se pudieron ver por última vez en 2017, en la exhibición El arte del Rinpa Edo.